# Jakob Hubert Eschweiler

Jakob Hubert Eschweiler (ca. 1960er Jahre)

Jakob Hubert Eschweiler (* 12. Juni 1894 in Euskirchen; † 29. Oktober 1965 in Mechernich) war ein Kölner Priester und Kunsthistoriker und von 1926 bis 1938 der erste Direktor des Kölner Diözesanmuseums.

## Leben
Eschweiler wurde am 12. Juni 1894 in Euskirchen als jüngster von vier Söhnen geboren. Von 1914 bis 1917 studierte er Theologie und Kunstgeschichte bei Wilhelm Neuß, Wilhelm Worringer und Paul Clemen in Bonn. 1914 wurde er Mitglied der V.k.Th. Burgundia Bonn. Die Priesterweihe empfing Eschweiler am 10. August 1918. Anschließend trat er bis 1922 eine Stelle als Kaplan in Windberg bei Mönchengladbach an. Es folgte eine Zeit als Hauszelebrant des Karmels Köln-Lindenthal. Nach einem Praktikum am Schnütgen-Museum unter dessen damaligem Direktor Fritz Witte wurde er 1924 in den Vorstand des „Vereins für christliche Kunst im Erzbistum Köln“ berufen. In dieser Funktion veröffentlichte er seinen ersten Sammlungskatalog. 
Zum ersten (zunächst ehrenamtlichen) Direktor des Kölner Diözesanmuseum wurde er am 7. September 1926 ernannt und zum Leiter und Dozenten am „Institut für religiöse Kunst“ berufen. 
Nach der Schließung und Auflösung dieses Instituts am 30. September 1933 durch die Nationalsozialisten verlor Eschweiler zunächst die Existenzgrundlage. 1936 konnte er dennoch seinen zweiten Sammlungskatalog veröffentlichen. Auf Druck der Nationalsozialisten schied er 1938 als Direktor aus und musste sich ins Privatleben zurückziehen. Als Zufluchtsort trat er im Herbst 1939 als Gast in die Erzabtei Beuron ein und widmete sich dort der Arbeit als Wissenschaftler und Gutachter.
Nach dem Krieg zog er im Sommer 1962 in das „Haus Burgfey“, das er nach dem Tode seines Bruders geerbt hatte. Eschweiler stiftete dort eine Kapelle, die noch in seinem Todesjahr 1965 eingeweiht werden konnte.
Eschweiler richtete zugunsten von Künstlern „ohne Rücksicht auf deren Rasse, Religion oder politische Überzeugung“ eine Stiftung ein. Er veröffentlichte Publikationen über die Kunst des Mittelalters und der Renaissance, vor allem des Bodensee-Gebiets. Dazu zählt u. a. sein Werk Das Konstanzer Chorgestühl (1949).